# Галеано, Исраэль
Исраэль Галеано Корнехо (исп. Israel Galeano Cornejo; 1960, Хинотега — 1992, Хинотега), он же Команданте Франклин (исп. Comandante Franklin) — полевой командир никарагуанских контрас, активист Никарагуанских демократических сил (FDN). Активный участник гражданской войны 1980-х годов, командир крупного соединения FDN, начальник штаба вооружённых сил Никарагуанского сопротивления. Погиб в автомобильной катастрофе через два года после окончания войны и смены власти в Никарагуа.

## Команданте контрас
Родился в крестьянской семье на севере Никарагуа. Принадлежал к среде, враждебно относившейся к марксистскому правительству СФНО из-за принудительной коллективизации, насаждения партийно-государственного регулирования, преследований католицизма. В 1980 Исраэль Галеано примкнул к движению MILPAS, затем перебрался в Гондурас и на следующий год вступил в антикоммунистические вооружённые формирования Никарагуанских демократических сил.
В гражданской войне партизан Галеано продемонстрировал выдающиеся боевые качества. Командовал Comando regional Jorge Salazar 2 — региональным соединением имени Хорхе Саласара. К середине 1980-х Галеано являлся вторым по значению полевым командиром Контрас, после Энрике Бермудеса. Носил военный псевдоним Comandante Franklin — Команданте Франклин.

Исраэль Галеано Корнехо — судя по всему, наиболее эффективный и наиболее уважаемый боевой командир никарагуанских повстанцев.

«Они никогда не выполняют своих обещаний, — говорит он о сандинистах. — Я принял решение: сражаться до смерти. Большинство моих людей — тоже».

Галеано — человек с хриплым голосом, блестящими чёрными глазами и прямолинейными манерами, характеризующими сельских жителей Никарагуа. Подобно большинству повстанцев он говорит, что война в 1980 была начата в защиту традиционной крестьянской культуры.

При создании антисандинистской коалиции Никарагуанское сопротивление (RN) в 1987 Исраэль Галеано возглавил штаб вооружённых сил RN.
Вместе с Исраэлем Галеано в вооружённом антисандинистском сопротивлении участвовали многие члены его семьи. Элида Галеано (Comandante Chaparra — Команданте Чапарра), сестра Исраэля, участвовала в боях с правительственными войсками. Люсила Галеано, двоюродная сестра (Irma — Ирма), была фельдшером и радистом.

## Война и политика
Бойцы Исраэля Галеано особо отличились в ходе решающего наступления контрас в конце 1987 — начале 1988. Результатом тяжёлых боёв стало согласие сандинистского правительства на мирные переговоры. При этом Команданте Франклин предупреждал, что его бойцы в любом случае не признают переизбрания Даниэля Ортеги и возобновят вооружённую борьбу, если сандинисты останутся у власти.

Контрас считают, что они победили в войне, что их борьба вынудила правительство согласиться на проведение выборов и обеспечила политическую победу оппозиции… Лидер контрас Исраэль Галеано, известный как Команданте Франклин, заявляет, что они не сдадут оружие, пока 75-тысячная сандинистская армия не будет заменена гражданскими полицейскими силами — предположительно, без офицеров-сандинистов.

На президентских выборах 25 февраля 1990 года победу одержала кандидат антисандинистской оппозиции Виолетта Барриос де Чаморро. Большинство мест в парламенте получил Национальный союз оппозиции. Первое правление СФНО закончилось. В день инаугурации нового президента 25 апреля 1990 Исраэль Галеано торжественно сдал автомат Виолетте Барриос де Чаморро, символически демонстрируя окончание гражданской войны.
Принял должность в правительственном аппарате Чаморро. Это вызвало резкую критику в его адрес со стороны Бермудеса, выступавшего за бескомпромиссную борьбу против СФНО.

## Гибель. Память
4 мая 1992 года 32-летний Исраэль Галеано погиб в результате автомобильной катастрофы. В этой связи существуют предположения о тщательно спланированном теракте (водитель — бывший сандинист — остался жив), однако они не подкрепляются доказательствами.
Элида Мария Галеано Корнехо возглавляет ветеранскую Ассоциацию никарагуанского сопротивления имени Исраэля Галеано (ARNIG). При этом политически она занимает просандинистские позиции, является депутатом никарагуанского парламента от СФНО. В июне 2012 Элида Галеано инициировала в Национальной ассамблее принятие закона объявившего 27 июня Днём никарагуанского сопротивления, мира, свободы, единства и национального примирения. В решении законодателей говорится о признании заслуг «никарагуанских мужчин и женщин, участвовавших в гражданской войне 1980-х годов и демобилизованных 27 июня 1990 года». Речь идёт о контрас, сложивших оружие согласно мирным договорённостям 1988 года между правительством СФНО и Никарагуанским сопротивлением.
Люсила Галеано работает в системе здравоохранения ОАГ.
Память об Исраэле Галеано хранит общенациональная организация бывших контрас Fuerza Democrática Nicaragüense—Resistencia Nicaragüense (FDN—RN).
Команданте Франклин был полевым командиром контрас, но не политическим лидером. Однако по ряду причин (боевая эффективность, народное происхождение, чёткие публичные выступления) именно он стал олицетворением и символом вооружённой борьбы никарагуанских антикоммунистов. Комментаторы ставили его в один ряд с такими деятелями глобальной Холодной войны, как Жонас Савимби, Ахмад Шах Масуд, Орландо Бош, Андре Матсангаисса, Ванг Пао.